# Política social

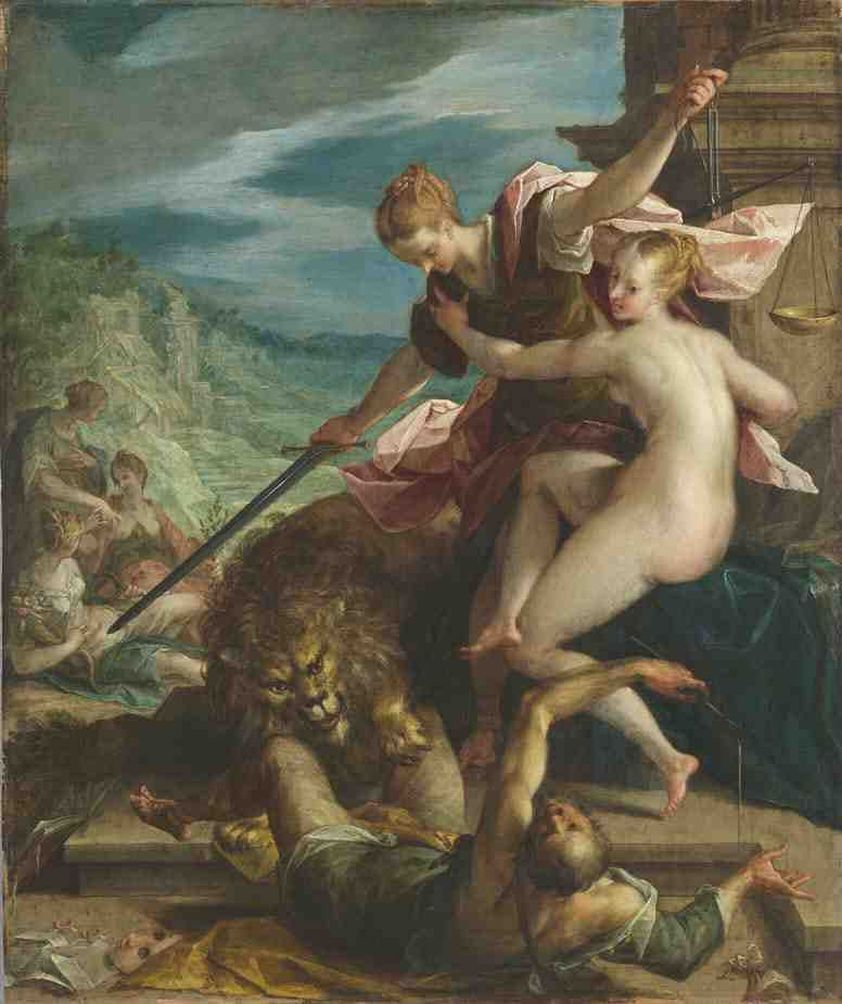
Hans von Aachen, Alegoria ou O Triunfo da Justiça (1598)

A política social é um plano ou uma ação do governo ou de organismos institucionais que visa melhorar ou reformar a sociedade. As políticas sociais referem-se a intervenções governamentais direcionadas para melhorar as condições de vida e bem-estar da população, especialmente daqueles em situação de vulnerabilidade. Essas políticas têm como objetivo principal promover a igualdade social, reduzir as disparidades econômicas e garantir o acesso a serviços básicos. Exemplos de políticas sociais incluem programas de assistência social, educação pública, saúde pública, habitação social, segurança alimentar, entre outros. Essas políticas visam atender às necessidades básicas dos cidadãos e criar condições para que todos tenham oportunidades equitativas na sociedade.

## Terminologia
O termo "políticas públicas" é mais abrangente e refere-se às ações e decisões deliberadas do governo para abordar problemas específicos ou alcançar objetivos sociais, econômicos ou ambientais. As políticas públicas podem incluir não apenas as políticas sociais, mas também medidas econômicas, ambientais, de segurança, entre outras. Em outras palavras, as políticas públicas são o conjunto de estratégias adotadas pelo governo para resolver desafios e atender às demandas da sociedade. Isso pode envolver a alocação de recursos, a criação de leis e regulamentos, a implementação de programas específicos e a coordenação de esforços entre diferentes setores da administração pública.
As políticas sociais são um subsetor das políticas públicas, focando especificamente no bem-estar social e na promoção da igualdade. Enquanto as políticas sociais têm um enfoque mais específico em questões sociais, as políticas públicas podem abranger uma variedade de áreas, incluindo economia, meio ambiente, segurança, entre outras. As políticas sociais são frequentemente implementadas para abordar desigualdades e necessidades sociais específicas, enquanto as políticas públicas são um conceito mais amplo que engloba todas as ações governamentais planejadas. Em resumo, as políticas sociais são um componente crucial das políticas públicas, direcionadas especificamente para melhorar as condições de vida da população mais vulnerável.
Alguns profissionais e universidades consideram a política social um subconjunto da política pública, enquanto outros profissionais caracterizam a política social e a política pública como duas abordagens separadas e concorrentes para o mesmo interesse público, sendo a política social considerada mais holística do que a política pública. Qualquer que seja a persuasão de uma universidade, a política social começa com o estudo do Estado-providência e dos serviços sociais.
Consiste em directrizes, princípios, legislação e actividades associadas que afectam as condições de vida conducentes ao bem-estar humano, tais como a qualidade de vida de uma pessoa. O Departamento de Política Social da London School of Economics define a política social como "uma disciplina interdisciplinar e aplicada que se ocupa da análise das respostas das sociedades às necessidades sociais", que procura fomentar nos seus estudantes a capacidade de compreender a teoria e os dados provenientes de um vasto leque de disciplinas das ciências sociais, incluindo a economia, a sociologia, a psicologia, a geografia, a história, o direito, a filosofia e a ciência política. O Centro Malcolm Wiener de Política Social da Universidade de Harvard descreve a política social como "política e prática públicas nos domínios dos cuidados de saúde, serviços humanos, justiça penal, desigualdade, educação e trabalho".
A política social pode também ser descrita como acções que afectam o bem-estar dos membros de uma sociedade através da definição da distribuição e do acesso a bens e recursos nessa sociedade. A política social lida frequentemente com problemas complexos. O debate sobre a "política social" nos Estados Unidos e no Canadá pode também aplicar-se à política governamental sobre questões sociais, como a luta contra o racismo, as questões LGBT (como o casamento entre pessoas do mesmo sexo) e o estatuto jurídico do aborto, das armas, da eutanásia, das drogas recreativas e da prostituição. Noutros países, estas questões seriam classificadas como política de saúde e política interna.
O estudo da política social pode ser uma matéria ou curso independente em instituições como a Universidade de Birmingham, a Universidade de York, a Universidade de Oxford e a Universidade da Pensilvânia, uma especialização como parte de um programa de graduação em políticas públicas, como na Universidade McGill, Balsillie School of International Affairs, Harris School of Public Policy e Hertie School of Governance, ou um diploma conjunto juntamente com um diploma semelhante relacionado em serviço social ou saúde pública, como na Escola de Serviço Social George Warren Brown da Universidade de Washington em São Luís. No Sul Global, a política social é oferecida juntamente com programas de graduação em políticas públicas, como no Instituto de Políticas Públicas, Escola Nacional de Direito da Universidade da Índia, Bangalore, combinada com política de desenvolvimento.
A política social foi concebida pela primeira vez na década de 1940 por Richard Titmuss no domínio da administração social na Grã-Bretanha. O ensaio de Titmuss sobre a "Divisão Social do Bem-Estar" (1955) lançou as bases para que a política social absorvesse gradualmente a administração social. Titmuss foi um ensaísta cujo trabalho incidiu sobre o fracasso do mercado, a inadequação dos serviços sociais selectivos e a superioridade do coletivismo e das abordagens universais. Enquanto alguns académicos descrevem a política social como um campo de prática interdisciplinar, académicos como Fiona Williams e Pete Alcock acreditam que a política social é uma disciplina em si mesma.
Alguns dos exemplos mais antigos de intervenção direta do governo no bem-estar humano remontam aos suprimentos de cereais na Roma Antiga, conhecidos como o "dole de cereais," estabelecidos em 123 a.C. Nessa prática, o governo distribuía grãos subsidiados para garantir o acesso à alimentação básica para os cidadãos mais necessitados. Outro exemplo relevante é o governo de Umar ibn al-Khattāb, o segundo califa do Islão, no século VI. Durante seu reinado, Umar utilizou as cobranças do zakat, um imposto obrigatório para os muçulmanos, e outros recursos governamentais para estabelecer uma série de programas sociais. Esses incluíam pensões, apoio ao rendimento, abono de família e vários subsídios destinados a beneficiar também as pessoas da comunidade não muçulmana. Além disso, a promulgação das Leis dos Pobres na Inglaterra teve um impacto significativo na redução da pobreza e reincidência. Essas leis influenciaram os juízes de Berkshire a implementar o sistema Speenhamland, que, no século XVIII, se tornou o primeiro programa social no sentido moderno da palavra. Esse sistema visava complementar os salários dos trabalhadores para garantir um padrão mínimo de vida, representando assim um marco importante no desenvolvimento das políticas de assistência social.
No contexto do Ocidente moderno, os defensores do planeamento social científico, como o sociólogo Auguste Comte, e pesquisadores sociais notáveis, como Charles Booth, desempenharam papéis fundamentais no desenvolvimento das políticas sociais nos primeiros países industrializados após a Revolução Industrial. Auguste Comte, por exemplo, promoveu a ideia de uma abordagem científica para a organização social, influenciando a concepção e implementação de políticas sociais. Charles Booth, através de seus inquéritos sobre a pobreza na Grã-Bretanha vitoriana, destacou as condições brutais nos bairros de lata, exercendo pressão para reformas significativas. Essas revelações contribuíram para o declínio e a posterior abolição do sistema de lei dos pobres, além de impulsionar reformas liberais na segurança social.
Dentre os marcos notáveis no desenvolvimento da política social, destaca-se o modelo do Estado-providência bismarckiano na Alemanha do século XIX. Este sistema, introduzido por Otto von Bismarck, estabeleceu um conjunto de políticas de segurança social para garantir a proteção dos trabalhadores em áreas como saúde e aposentadoria. Nos Estados Unidos, durante o período entre 1933 e 1935, as políticas de segurança social foram transformadas com a implementação do New Deal, uma série de programas introduzidos pelo governo para combater os efeitos da Grande Depressão. Essas medidas incluíram a criação de programas como o Social Security.
Na Grã-Bretanha, o Relatório Beveridge e a Lei do Serviço Nacional de Saúde de 1946 marcaram um momento crucial. O relatório elaborado por Sir William Beveridge delineou os princípios de um sistema abrangente de segurança social, enquanto a Lei do NHS estabeleceu o Serviço Nacional de Saúde britânico. Esses eventos práticos levaram ao surgimento de dois grandes modelos de segurança social: o modelo bismarckiano na Alemanha e o modelo beveridgeano na Grã-Bretanha, ambos influenciando significativamente o desenvolvimento das políticas sociais modernas.
A política social no século XXI é complexa e em cada estado está sujeita aos governos locais e nacionais, bem como à influência políticas supranacionais. Por exemplo, a adesão à União Europeia está condicionada à adesão dos Estados-Membros ao Capítulo Social do direito da União Europeia e de outras leis internacionais.

## Tipos

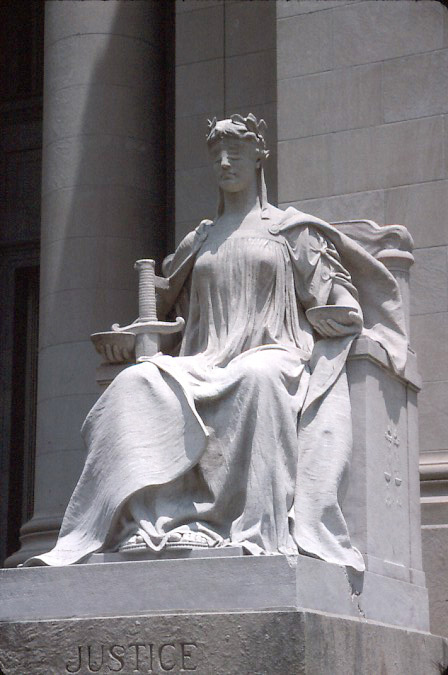
A estátua da Justiça: descreve a justiça equipada com três símbolos: uma espada que simboliza o poder coercitivo do tribunal; uma balança humana pesando reivindicações concorrentes em cada mão; e uma venda indicando imparcialidade.

A política social visa melhorar o bem-estar humano e satisfazer as necessidades humanas em matéria de educação, saúde, habitação e segurança econômica. As áreas importantes da política social são o bem-estar e a assistência social, a redução da pobreza, a segurança social, a justiça, o seguro de desemprego, as condições de vida, os direitos dos animais, as pensões, os cuidados de saúde, a habitação social, a política da família, a assistência social, a proteção das crianças, a exclusão social, a política de educação, a criminalidade e a justiça penal, o desenvolvimento urbano e as questões laborais.
No âmbito político, a política social é um programa governamental ou uma politica pública governamental destinada ao bem-estar geral da população, mas com caráter distributivo, destinado principalmente às camadas de menor renda da sociedade, em situação de pobreza ou pobreza extrema, visando principalmente o desenvolvimento econômico, a eliminação da pobreza, a redução da desigualdade econômica e a redistribuição de riqueza e renda. O impacto distributivo de uma política social depende tanto da distribuição dos gastos públicos entre os mais pobres como do seu financiamento. Na elaboração de programas e projetos de políticas públicas, devem ser considerados os aspectos de equidade na distribuição de renda e riqueza e eficiência na alocação dos recursos econômicos. Na universalização do acesso dos cidadãos às políticas sociais, o governo pretende alcançar o maior número possível de beneficiados, por outro lado, há políticas sociais diretamente relacionadas com a faixa de renda do beneficiário, caracterizando claramente transferência de renda. A politica é desenvolvida para a proteção das pessoas de determinado local ou pais.
De modo geral, são consideradas políticas sociais, todas as intervenções públicas nas áreas:
- Seguridade social — Políticas sociais cujo fim é amparar e assistir o cidadão em situações como a velhice, e a doença.
- Saúde — Gastos com saúde são políticas governamentais para distribuir renda.
- Educação — Intervenções no campo educacional - são as políticas educacionais.
- Emprego — Ações para corrigir as distorções do mercado, como o SNE e o seguro-desemprego.
- Saneamento — Serviços de água e esgoto, manejo de resíduos sólidos e o controle de pragas.
- Habitação — Políticas voltadas à diminuição dos déficits habitacionais, são as políticas habitacionais.
- Estrutura fundiária — Políticas voltadas à questão da terra, como a reforma agrária.[31]